# Iwan Szczipanow
Iwan Szczipanow (ros. Иван Яковлевич Щипанов; ur. 24 września 1904 r., zmarł 5 kwietnia 1983 roku w Moskwie) – radziecki filozof, specjalista od historii filozofii rosyjskiej.  Doktor nauk filozoficznych (1953), profesor (1954), członek Komunistycznej Partii Związku Radzieckiego od 1927 roku. W 1938 roku ukończył studia na wydziale filozoficznym Instytutu Filozofii, Literatury i Historii, gdzie w roku 1941 obronił pracę kandydacką. Od 1938 roku pracował jako wykładowca na różnych uniwersytetach, m.in. na Moskiewskim Uniwersytecie Państwowym im. M.W. Łomonosowa, gdzie kierował katedrą Historii Filozofii Narodów Związku Radzieckiego. Prace Iwana Szczipanowa przetłumaczono na kilka języków obcych.

## Publikacje
Przekłady na język polski
- Szczipanow I. J.: Społeczno-polityczne i filozoficzne poglądy A. N. Radiszczewa (1749-1802). tł. z jęz. ros. A. Bachrach ; teksty poetyckie przeł. Seweryn Pollak. Warszawa: Książka i Wiedza, 1952. (pol.). Brak numerów stron w książce
- Krótki zarys historii filozofii. Pod redakcją M.T. Jowczuka, T.I. Ojzermana, I.J. Szczipanowa. Przeł. Marian Drużkowski i in.. Wyd. I. Warszawa: Książka i Wiedza, październik 1965. (pol.). Brak numerów stron w książce
- Krótki zarys historii filozofii. Pod redakcją M.T. Jowczuka, T.I. Ojzermana, I.J. Szczipanowa. Przeł. Marian Drużkowski i in.. Wyd. II, poprawione i uzupełnione. Warszawa: Książka i Wiedza, listopad 1969. (pol.). Brak numerów stron w książce